# Свердловський (Червоногвардійський район)
Свердло́вський (рос. Свердловский) — селище у складі Червоногвардійського району Оренбурзької області, Росія.

## Населення
Населення — 438 осіб (2010; 474 у 2002).
Національний склад (станом на 2002 рік):
- росіяни — 80 %